# EarthRights International
EarthRights International (ERI) è un'organizzazione non governativa senza scopo di lucro statunitense attiva nella difesa dei diritti umani e dell'ambiente fondata nel 1995 da Katie Redford, Ka Hsaw Wa e Tyler Giannini.
Ad aprile 2022, Marco Simons ricopre il ruolo di Consigliere generale di EarthRights International.

## Casi seguiti
- Doe v. Unocal Corp.
- Wiwa v. Royal Dutch Shell Co.
- Doe v. Chiquita Brands International